# 角樓 (建築構件)

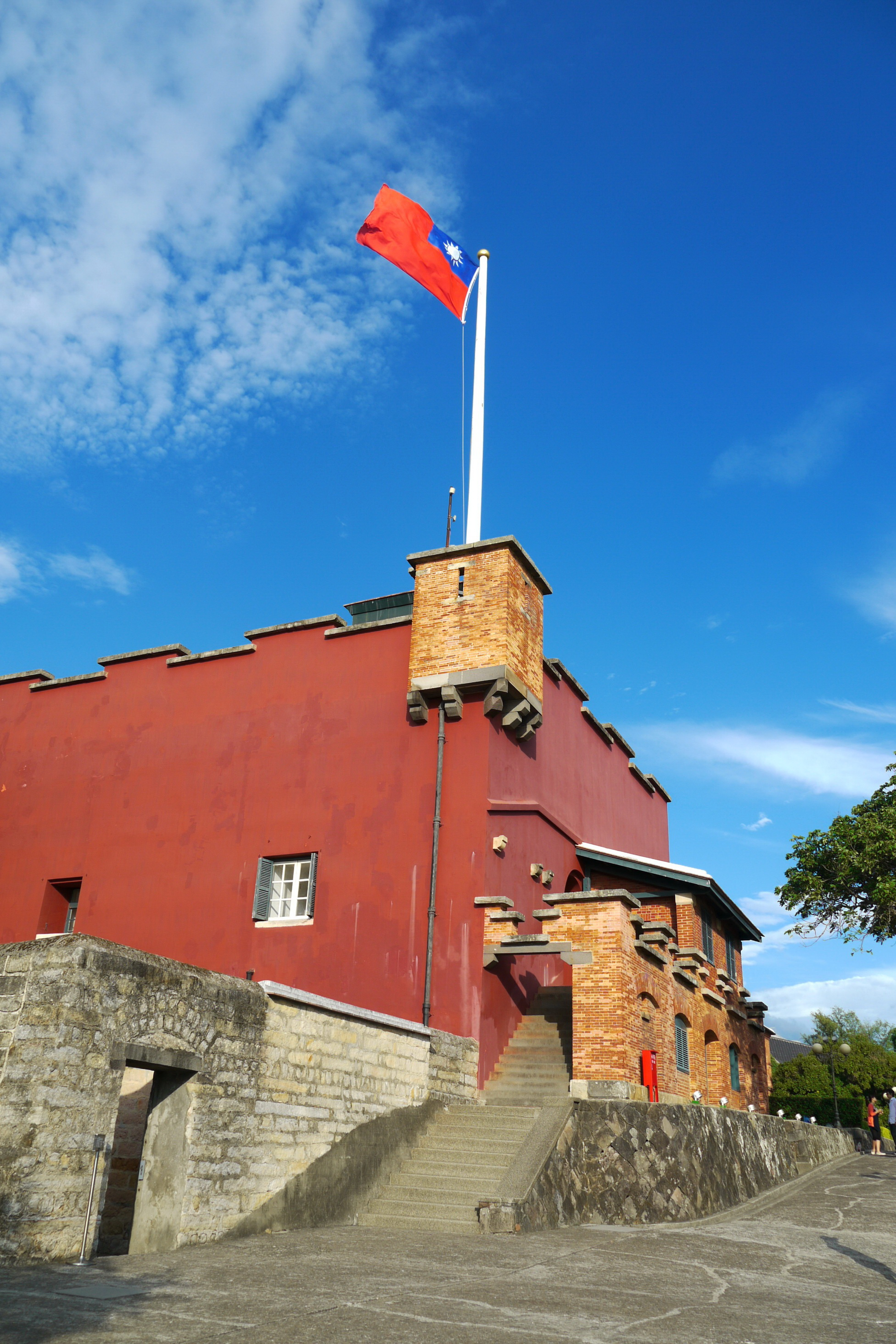
旗桿下的位置為由磚頭構建的角樓。

角樓（Turret）是一種從建築物的牆壁上伸出的小型臺狀物。以前用來防禦投射物的打擊，當軍事用途不再重要以後，改作為裝飾用途。

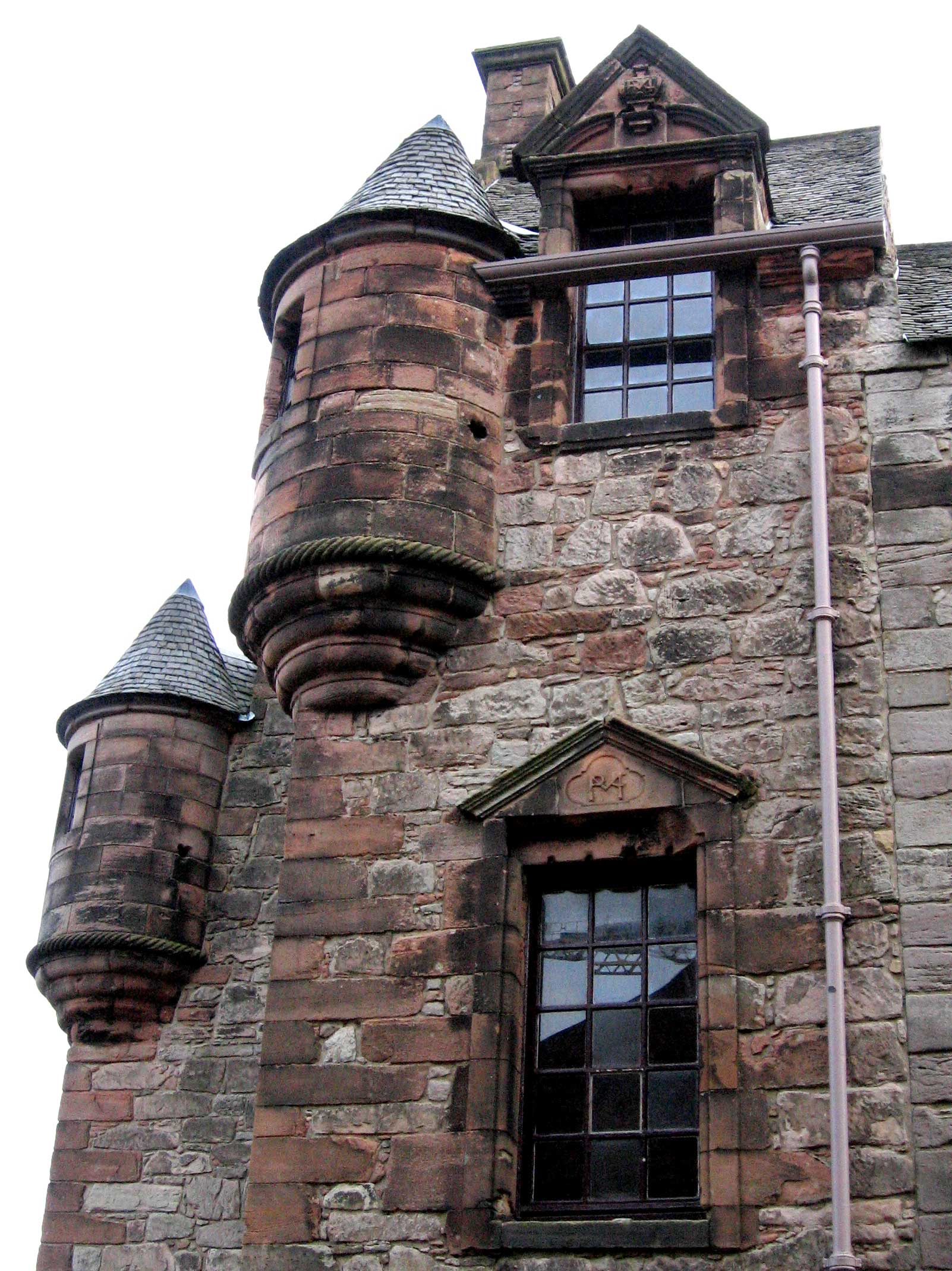
紐瓦克城堡的角樓。

角樓通常不會延伸到地面上去；也不一定是該建築最高的部分；由於結構的關係，其大小也受到限制。